# Cossipore
Cossipore är en del av en befolkad plats i Indien.   Den ligger i distriktet Kolkata och delstaten Västbengalen, i den östra delen av landet, 1 300 km sydost om huvudstaden New Delhi. Cossipore ligger 8 meter över havet och antalet invånare är 96 043.
Terrängen runt Cossipore är mycket platt. Runt Cossipore är det mycket tätbefolkat, med 10 000 invånare per kvadratkilometer. Närmaste större samhälle är Calcutta, 6,9 km söder om Cossipore. Runt Cossipore är det i huvudsak tätbebyggt.